# Tiszakarácsonyfalva
Tiszakarácsonyfalva, 1901-ig Karácsonfalva (románul: Crăciunești, ukránul: Кричунів, jiddisül קרעטשעניף) falu Romániában, Máramaros megyében.

## Fekvése
Máramarosszigettől kilenc kilométerre északkeletre, az Ukrajnával határfolyót alkotó Tisza bal partján fekszik.

## Nevének eredete
Magyar és román nevét is a telepítő kenéz személynevéről kapta. Először 1385-ben, Karachonfalva alakban írták.

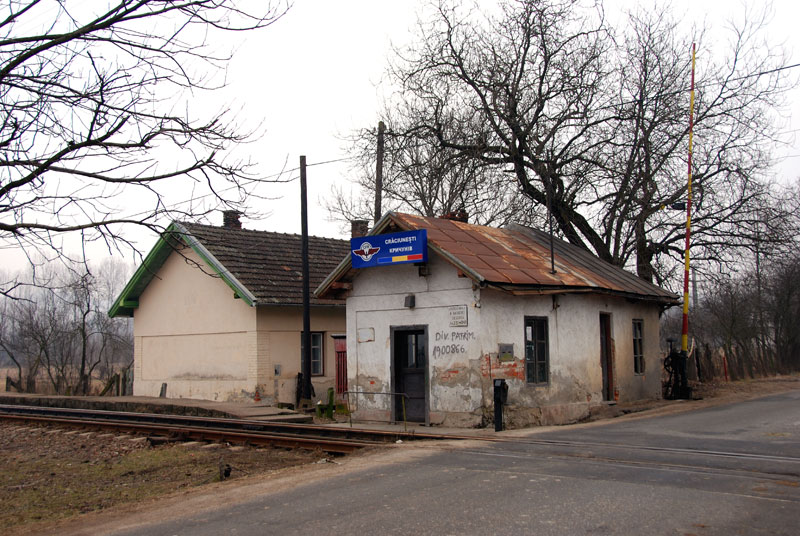

## Története
Első birtokosai egy 1360-ban nemesített, valószínűleg román eredetű kenézcsalád utódai, akik Felső-, Középapsára és Kabolapatakra is elszármaztak. 1442-ben a karácsonyfalvi nemesek szerezték meg Nagybocskót és Tiszalonkát. A Karácsonyfalvi család végül még a 15. században Irholci Tatul Mihály birtokszerző éhségének áldozatává vált. 1500 körül lett a Pogány családé.
Már 1719-ben élt benne két zsidó család. Első zsidó lakói földbérlettel, szeszfőzéssel és házalással foglalkoztak. 1830-ban 219-en (más források szerint 413-an) voltak, és főként fakitermelésből éltek. Ekkor már zsinagógája is volt. Nagy feltűnést keltő vitához vezetett, amikor a szigeti Teitelbaum csodarabbi 1834-ben megtiltotta, hogy a hozzá tartozó közösségek alkalmazzák a koszovi haszid irányzathoz húzó karácsonyfalvi saktert. 1855 körül választották meg első rabbijának Jószef Joel Deutschot, aki Tarnopolból érkezett és csak rövid ideig működött itt. Legalább 1838-tól egészen a holokausztig a zsidók alkották a falu lakosságának többségét. 1895 előtt költözött ide Méir Rosenbaum, Mordeháj Leifer nadvornai csodarabbi fia, aki megalapította a krecsnifi (a település jiddis neve) csodarabbi-dinasztiát. A családnak szerte a világon ma is több leszármazottja él nagy tiszteletben.
Az első világháborúig kénes–jódos fürdője működött. 1918 után a határszélre került község gazdasága hanyatlott, mert a kitermelt fa tutajokon való elszállítása lehetetlenné vált. Sok zsidó a városokba vagy Amerikába költözött. A két világháború között négy zsinagóga működött a faluban. A magyar hatóságok 1941-ben 496 zsidó lakosát toloncolták Galíciába, akik közül nyolc család élte túl az ottani mészárlásokat. Maradék zsidósága nagyrészt az 1944-es deportálásban pusztult el.
1838-ban 395 zsidó és 311 görögkatolikus vallású lakosa volt.
1910-ben 2517 lakosából 1331 volt német (jiddis), 1101 ruszin, 58 magyar és 26 román anyanyelvű; 1330 zsidó és 1162 görögkatolikus vallású.
2002-ben 1492 lakosából 1259 volt ukrán, 216 román és 17 magyar anyanyelvű; 1230 ortodox, 205 görög katolikuis, 15 pünkösdista és 14 római katolikus vallású.

## Közlekedés
A települést érinti a Szálva–Alsóvisó–Visóvölgy–Máramarossziget-vasútvonal.

## Nevezetességek
- Zsidó temető
- Görögkatolikus templom (1862 körül épült)

## Híres emberek
- Itt született 1853-ban Drohobeczky Gyula görögkatolikus püspök.